# Brava

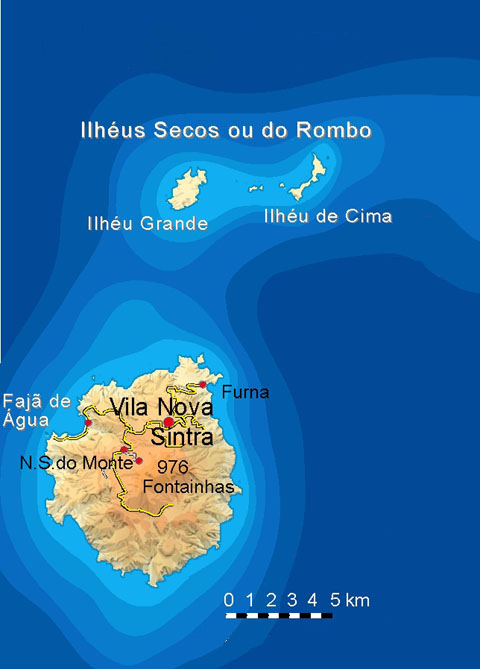
Bela-vista-net-Brava-map

Brava är en av öarna i ögruppen Sotavento i Kap Verde. Öns area är 67 km² och antalet invånare 4 296. En större ort på ön är Nova Sintra med 1 882 invånare.